# Jan Šrámek
Jan Šrámek (11 de agosto de 1870, Grygov, Margraviato de Moravia – 22 de abril de 1956, Praga) fue un Primer ministro de Checoslovaquia en el gobierno checoslovaco en el exilio, del 21 de julio de 1940 al 5 de abril de 1945. Fue el primer presidente del Partido Popular Checoslovaco y también era sacerdote católico.
Desde 1945 en Checoslovaquia comenzó a ser gobernada por el Frente Nacional, dominado por el Partido Comunista de Checoslovaquia (KSC), que también incluía al partido de Šrámek. Šrámek y el resto de su partido se preocuparon por el rol creciente del KSC. En 1947 el apoyo popular a los comunistas disminuyó y para consolidar su poder dieron un golpe de Estado en febrero de 1948. Šrámek renunció como presidente de su partido. Su sucesor, Rostislav Petr, y Josef Plojhar, un "hombre fuerte" en el Partido Popular Checoslovaco, colaboraron con los comunistas.